# Moriera
Moriera é um género botânico pertencente à família Brassicaceae.